# Armauer Hansen

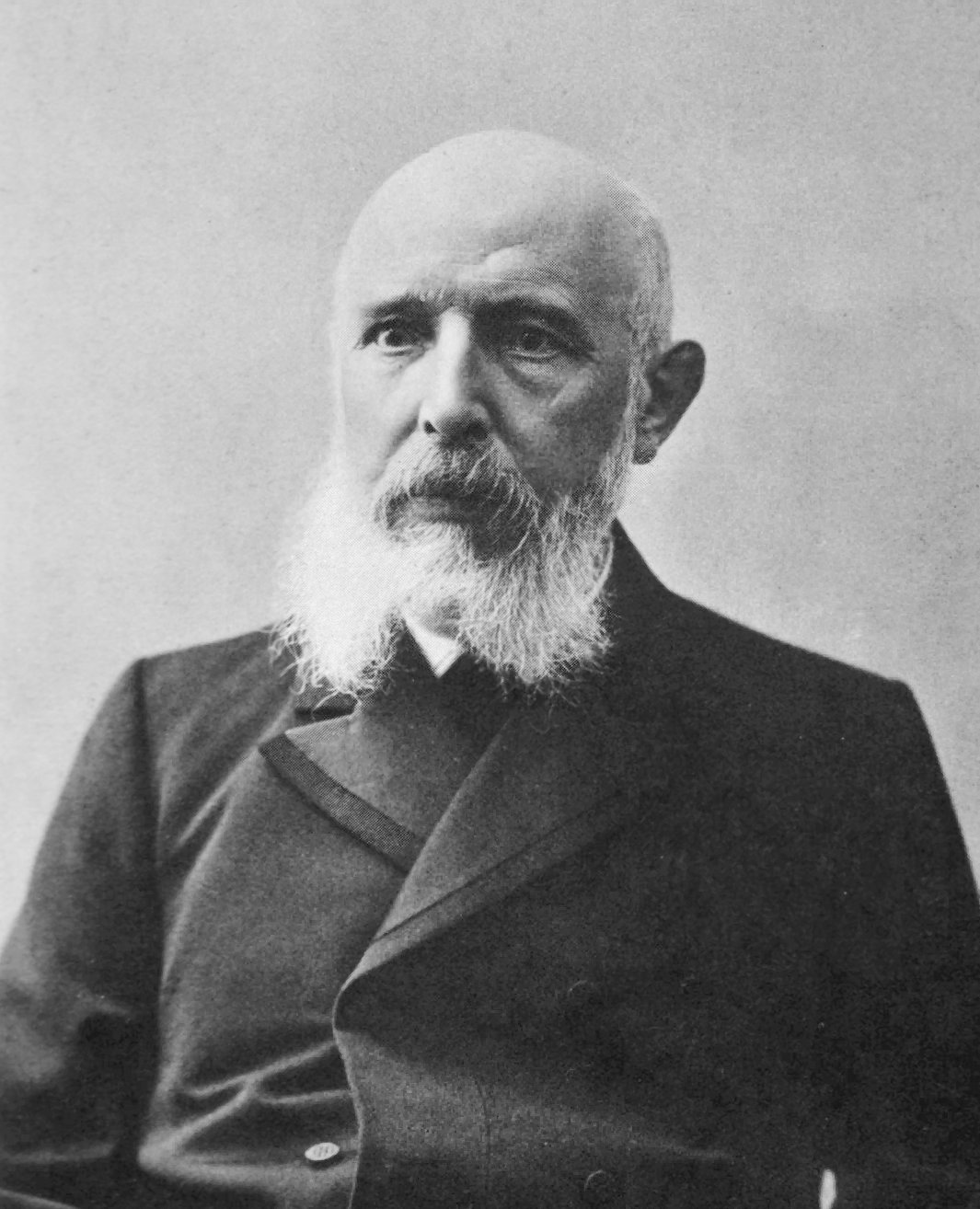
Gerhard Armauer Hansen

Gerhard Henrik Armauer Hansen (Bergen, 29 juli 1841 – Florø, 12 februari 1912) was een Noors arts die bekend werd door zijn ontdekking van de leprabacterie Mycobacterium leprae in 1873 als oorzaak van lepra. De ziekte wordt vanwege deze ontdekking in veel talen naar deze Hansen genoemd (Engels: Hansen disease).

## Lepra in Noorwegen
Lepra komt in Noorwegen voor sinds de Vikingen in de 10e eeuw en de 11e eeuw delen van Ierland en Engeland veroverden. Zij namen Ierse meisjes mee naar Noorwegen en met hen waarschijnlijk ook de ziekte lepra. In de 19e eeuw kwam met name op het armoedige platteland lepra nog veel voor, in tegenstelling tot de rest van West-Europa, waar de ziekte vrijwel verdwenen was. In Bergen bevond zich een speciaal ziekenhuis, waar men zich bezighield met de verzorging van leprapatiënten en onderzoek naar de oorzaken van lepra.

## Erfelijk of besmettelijk
In 1847 publiceerden 2 onderzoekers uit Bergen het boek Om Spedalskhed ("Over lepra"), waarin voor het eerst een duidelijke wetenschappelijk beschrijving werd gepresenteerd van lepra in zijn belangrijkste verschijningsvormen. De schrijvers, Daniel Cornelius Danielssen en Carl Wilhelm Boeck, constateerden daarin tevens dat 70% van de patiënten afkomstig was uit een familie waarin lepra voorkomt en dat lepra dus erfelijk bepaald moest zijn.
Armauer Hansen werkte enkele decennia later in hetzelfde ziekenhuis als jong lepra-arts, maar was niet overtuigd van de conclusies van zijn voorgangers. Hij was er zeker van dat de oorzaak van lepra onder de microscoop gevonden zou worden. Op 28 februari 1873 ontdekte Hansen de kleine staafvormige bacillen onder de microscoop.
Het duurde echter nog lang voor zijn ontdekking op juiste waarde werd geschat: Danielssen, in die tijd nog steeds verbonden aan hetzelfde lepraziekenhuis, bleef ervan overtuigd dat lepra erfelijk bepaald was. Hansen zelf moest voor de rechter zijn experimenten met leprapatiënten verdedigen en een Duitse student claimde dat hij de ontdekker was van de bacil.

## Erkenning
In 1909, tijdens het tweede Internationale Lepra Congres in Bergen (Noorwegen) bleken alle lepradeskundigen er inmiddels wél van overtuigd dat lepra besmettelijk was en werd Hansen als officiële ontdekker van de lepra-bacil erkend.